# Santa Rosa del Aguaray
Aguaray (ou Santa Rosa del Aguaray) é uma distrito do Paraguai, localizado no departamento de San Pedro.

## Transporte
O município de Aguaray é servido pelas seguintes rodovias:
- Ruta 03, que liga a cidade de Assunção ao município de Bella Vista Norte (Departamento de Amambay).
- Ruta 11, que liga a cidade de Antequera (Departamento de San Pedro). ao município de Capitán Bado (Departamento de Amambay).[1][2][3]